# Powiat kielecki
Powiat kielecki – powiat w Polsce (województwo świętokrzyskie), utworzony w 1999 roku w ramach reformy administracyjnej. Jego siedzibą jest miasto Kielce, które nie wchodzi w skład powiatu.
Największy z powiatów w granicach województwa świętokrzyskiego (zajmuje 2247 km², czyli prawie jedną piątą część jego powierzchni). Obejmuje dziewiętnaście gmin (10 miejsko-wiejskich i 9 wiejskich). Liczy 208,7 tys. mieszkańców, co czyni go najludniejszym powiatem województwa. Siedzibą regionu jest znajdujące się na rogu al. Popiełuszki i ul. Wrzosowej Starostwo Powiatowe w Kielcach.
Na terenie powiatu utrzymywany jest rozbudowany system ochrony środowiska z licznymi rezerwatami, parkami krajobrazowymi i pomnikami przyrody. Najbardziej znanym z nich jest tysiącletni (według legendy) dąb „Bartek” w gminie Zagnańsk. Ze względu na duży stopień zalesienia oraz wysoką czystość rzek, na terenie powiatu rozwijają się rolnictwo ekologiczne oraz agroturystyka, obsługujące turystów krajowych oraz zagranicznych. Znajduje się tu również kilka znakowanych tras dla wędrówek pieszych i wypraw rowerowych. W powiecie kieleckim istnieje 37 obiektów dysponujących 2200 miejscami noclegowymi.
Według danych z 31 grudnia 2019 roku powiat zamieszkiwało 211 259 osób. Natomiast według danych z 30 czerwca 2020 roku powiat zamieszkiwało tyle samo osób.

## Podział administracyjny
W skład powiatu wchodzą:
- gminy miejsko-wiejskie: Bodzentyn, Chęciny, Chmielnik, Daleszyce, Łagów, Łopuszno, Morawica, Nowa Słupia, Pierzchnica, Piekoszów
- gminy wiejskie: Bieliny, Górno, Masłów, Miedziana Góra, Mniów, Nowiny, Raków, Strawczyn, Zagnańsk
- miasta: Bodzentyn, Chęciny, Chmielnik, Daleszyce, Łagów, Łopuszno, Morawica, Nowa Słupia, Pierzchnica, Piekoszów

Powiat kielecki graniczy z miastem na prawach powiatu Kielce i dziesięcioma powiatami województwa świętokrzyskiego: koneckim, skarżyskim, starachowickim, ostrowieckim, opatowskim, staszowskim, buskim, pińczowskim, jędrzejowskim i włoszczowskim.

## Gminy
Liczba ludności i powierzchnia gmin 31 grudnia 2016 r. w przełożeniu na stan administracyjny z 1 stycznia 2023.
| Gmina                      | Ludność        | Powierzchnia            |
| -------------------------- | -------------- | ----------------------- |
| Daleszyce (w tym miasto)   | 15 688 (2911)  | 222,39 km² (15,50 km²)  |
| Chęciny (w tym miasto)     | 14 887 (4 419) | 127,39 km² (14,13 km²)  |
| Bodzentyn (w tym miasto)   | 11 568 (2 240) | 159,75 km² (8,65 km²)   |
| Chmielnik (w tym miasto)   | 11 282 (3 730) | 142,19 km² (7,8 km²)    |
| Morawica (w tym miasto)    | 15 987 (1 736) | 140,45 km² (4,38 km²)   |
| Łagów (w tym miasto)       | 7 030 (1650)   | 113,23 km² (8,2191 km²) |
| Nowa Słupia (w tym miasto) | 9 760 (1 404)  | 85,77 km² (13,97 km²)   |
| Pierzchnica (w tym miasto) | 4 652 (1 152)  | 104,66 km² (6,93 km²)   |
| Piekoszów (w tym miasto)   | 16 807 (3 167) | 102,97 km² (?)          |
| Łopuszno (w tym miasto)    | 8 772 (1 402)  | 177,00 km² (?)          |
| Górno                      | 14 331         | 83,19 km²               |
| Zagnańsk                   | 12 789         | 124,87 km²              |
| Miedziana Góra             | 11 232         | 71,14 km²               |
| Strawczyn                  | 10 589         | 85,86 km²               |
| Masłów                     | 10 675         | 85,55 km²               |
| Bieliny                    | 10 301         | 88,28 km²               |
| Mniów                      | 9 472          | 95,28 km²               |
| Nowiny                     | 7 605          | 45,61 km²               |
| Raków                      | 5 670          | 190,62 km²              |
| Razem                      | 208 966        | 2 246,2 km²             |

## Demografia
Liczba ludności (dane z 30 czerwca 2016):
|        | Ogółem  | Ogółem | Kobiety | Kobiety | Mężczyźni | Mężczyźni |
| osób   | %       | osób   | %       | osób    | %         |           |
| ------ | ------- | ------ | ------- | ------- | --------- | --------- |
| Ogółem | 208 798 | 100    | 104 621 | 50,11   | 104 177   | 49,89     |
| Miasto | 13 415  | 6,42   | 6804    | 3,26    | 6611      | 3,17      |
| Wieś   | 195 383 | 93,58  | 97 817  | 46,85   | 97 566    | 46,73     |

▶Wieś vs ▶miasto
Ogółem (▶k, ▶m)
Miasto (▶k, ▶m)
Wieś (▶k, ▶m)
- Piramida wieku mieszkańców powiatu kieleckiego w 2014 roku[11].

## Geografia[12]

### Położenie
Zgodnie z jedną z najbardziej popularnych klasyfikacji fizyczno-regionalnych, większość obszaru powiatu położona jest w makroregionie Wyżyna Kielecka. Na terenie Gór Świętokrzyskich, które stanowią część tego obszaru, w całości lub częściowo zlokalizowanych jest więcej gmin, bo aż trzynaście. Są to: Bodzentyn, Chęciny, Bieliny, Daleszyce, Górno, Łagów, Masłów, Miedziana Góra, Morawica, Nowa Słupia, Piekoszów, Sitkówka-Nowiny i Zagnańsk. Pięć gmin (Chmielnik, Daleszyce, Morawica, Pierzchnica i Raków) w całości lub częściowo należy do Pogórza Szydłowskiego, a trzy (Bodzentyn, Mniów i Zagnańsk) – do Płaskowyżu Suchedniowskiego. Z Wyżyną Kielecką sąsiaduje makroregion Wyżyna Przedborska, którego częścią są Wzgórza Łopuszańskie, na terenie których w całości lub częściowo znajdują się cztery gminy: Chęciny, Łopuszno, Piekoszów i Strawczyn. Fragmenty gminy Chęciny należą ponadto do Doliny Nidy, a gminy Chmielnik także do Niecki Połanieckiej, które wchodzą w skład makroregionu Niecka Nidziańska.

### Budowa geologiczna i rzeźba terenu
Pod względem budowy geologicznej Powiat Kielecki należy do regionów bardzo urozmaiconych. Niemalże w całości należy do dwóch jednostek strukturalno-tektonicznych: trzonu paleozoicznego Gór Świętokrzyskich oraz obrzeżenia permsko-mezozoicznego trzonu paleozoicznego Gór Świętokrzyskich. Niewielkie części powiatu wchodzą w skład kolejnych jednostek – Niecki Nidy i Zapadliska Przedkarpackiego. Wyróżnikiem regionu spośród innych obszarów Polski jest występowanie na powierzchni ziemi zróżnicowanych skał reprezentujących kolejne okresy geologiczne, co pozwala rekonstruować zmiany środowiska rozwijającego się życia.
Trzon Gór Świętokrzyskich zbudowany jest z piaskowców, mułowców, iłowców oraz łupków, a także najbardziej charakterystycznych dla regionu skał węglanowych, czyli wapieni, dolomitów i margli, których pochodzenie sięga od dolnego kambru (570 mln lat) do dolnego karbonu (325 mln lat). Z kolei zlepieńce, piaskowce, mułowce, iłowce, wapienie, dolomity i margle, które powstały w permie, triasie i jurze (255–170 mln lat) budują obrzeżenie masywu. W Górach Świętokrzyskich charakterystycznym elementem są twardzielcowe grzbiety tworzące układ rusztowy, porozdzielane podłużnymi obniżeniami pochodzenia denudacyjnego. W kulminacyjnej części masywu, na zboczach północnych, występują gigantyczne rumowiska skalne będące wielką osobliwością w skali europejskiej. To słynne gołoborza powstałe w okresie peryglacjalnym na przedpolu lądolodu. Cechą charakterystyczną są także przełomowe odcinki dolin, utworzone przez rzeki przecinające pasma górskie, oraz zjawiska krasowe, w wyniku których powstała większość z ponad 130 jaskiń i schronisk skalnych odnotowanych w Górach Świętokrzyskich. Najbardziej znane z nich to Jaskinia „Raj” koło Chęcin i „Chelosiowa Jama” w pobliżu Piekoszowa.
Niecka Nidy wypełniona jest przez mezozoiczne oraz permskie margle, wapienie i opoki. Krajobraz tworzą tu szerokie, płaskie wzniesienia. Zapadlisko Przedkarpackie związane jest z ruchami górotwórczymi formującymi Karpaty. W czasie od 23 do 5 mln lat temu powstały tu mioceńskie piaskowce i wapienie, gipsy oraz iły i mułowce.
Charakterystycznym elementem rzeźby Powiatu Kieleckiego są również formy pochodzenia antropogenicznego: głębokie kamieniołomy i wysokie hałdy odpadów skalnych, powstałe na skutek odkrywkowej eksploatacji kopalin. Udokumentowano ponad 120 złóż, z czego eksploatowanych jest ponad 30. Wydobywa się w nich wapienie i margle dla przemysłu wapienniczego oraz cementowego, piaskowce i wapienie z przeznaczeniem na potrzeby drogowe i budowlane, a także kruszywo naturalne. Ze złoża „Pałęgi” (gm. Mniów) pochodzą surowce ilaste ceramiki budowlanej.

### Gleby
W powiecie dominują słabo urodzajne gleby bielicowe. Najkorzystniejszymi warunkami odznaczają się gminy Bodzentyn i Nowa Słupia, których prawie połowa posiada gleby dobre i bardzo dobre. Związane jest to z wykształceniem się urodzajnej pokrywy na podłożu lessowym. Dość dobre gleby rędzinowe, powstałe na wapieniach, występują w okolicach Chęcin, Miedzianej Góry i Strawczyna. Pozostałe tereny posiadają gleby o słabej jakości, w przypadku których wysokość plonów w dużym stopniu zależy od obfitości opadów atmosferycznych oraz stosowania nawozów sztucznych.
W szczytowych partiach Gór Świętokrzyskich występują gleby początkowego stadium rozwojowego.
Gleby odpowiednio nawilgocone znajdują się w gminach Bieliny, Bodzentyn i Nowa Słupia. Największe niedobory odnotowują Chęciny, Daleszyce, Morawica i Sitkówka-Nowiny.
W powiecie kieleckim ponad 60 procent powierzchni zajmują użytki rolne, których udział w całym województwie sięga blisko 63 procent. Na drugim miejscu znajdują się lasy, pokrywające ponad 36 procent terenu, podczas gdy w województwie współczynnik ten wynosi ponad 27 procent. Około 1 procenta stanowią nieużytki, w całym województwie zajmujące 10 procent powierzchni.

### Stosunki wodne
Części powiatu należące do Gór Świętokrzyskich stanowią bardzo ważny obszar źródliskowy i węzeł hydrograficzny dla całej Małopolski północno-zachodniej. Mają tu początek prawie wszystkie rzeki województwa świętokrzyskiego stanowiące lewobrzeżne dopływy Wisły. W większości są to cieki o charakterze górskim i podgórskim, o dużym spadku i ze znacznymi wahaniami stanów wody, co uzależnione jest od warunków atmosferycznych. W przypadku intensywnych wezbrań, które ostatnio miały miejsce w 1999 i 2001 r., rzeki te powodują wielkie szkody.
Na terenie powiatu w całości lub częściowo znajdują się zlewnie następujących rzek:
- Czarna Nida – lewobrzeżny dopływ Nidy o długości 63,8 km;
- Bobrza – prawobrzeżny dopływ Czarnej Nidy o długości 48,9 km;
- Lubrzanka – prawobrzeżny dopływ Czarnej Nidy o długości 33,6 km;
- Czarna Staszowska – lewobrzeżny dopływ Wisły o długości 61 km;
- Wschodnia – prawobrzeżny dopływ Czarnej Staszowskiej dł. 48,5 km;
- Łagowica – lewobrzeżny dopływ Czarnej Staszowskiej dł. 29,3 km;
- Łośna (Wierna Rzeka) – prawobrzeżny dopływ Nidy o długości 37,5 km;
- Pokrzywianka – prawobrzeżny dopływ Świśliny o długości 25,6 km;
- Psarka – prawobrzeżny dopływ Świśliny o długości 20,5 km;

Niektóre cieki, jak Lubrzanka, Bobrza, Łośna, Belnianka i Psarka tworzą malownicze przełomy.
Do celów retencyjnych i rekreacyjnych wykorzystywane są liczne zbiorniki wodne. Do największych należą:
- Chańcza na Czarnej Staszowskiej – 340 ha (największy akwen w całym województwie);
- Cedzyna na Lubrzance – 64 ha (czwarty pod względem wielkości akwen w całym województwie);
- Borków na Czarnej Nidzie – 36 ha;
- Wilków na bezimiennym cieku – 15 ha;
- Bolmin w wyrobisku dawnej piaskowni – 13 ha;
- Lipowica w wyrobisku dawnej piaskowni – 11 ha;
- Komórki (Wojciechów) na Pierzchniance – 7 ha;
- Andrzejówka na Andrzejówce – 3 ha;
- Bodzentyn na Psarce – 2 ha;
- Borowa Góra na bezimiennym cieku – 2 ha;
- Ciekoty na bezimiennym cieku – 1,5 ha;
- Zachełmie na Bobrzy – 1 ha.

Funkcję retencyjną pełnią również stawy rybne, których łączna powierzchnia wynosi prawie 260 ha. Największe z nich to kompleks „Maleszowa” (gm. Pierzchnica).

### Klimat
Specyficznymi cechami wyróżniają się Góry Świętokrzyskie, które charakteryzują się odrębnościami termicznymi, opadowymi, wilgotnościowymi i śnieżnymi. W pozostałej części powiatu panują warunki klimatyczne Polski środkowej.
W Górach Świętokrzyskich okres wegetacyjny jest skrócony i wynosi ok. 180 dni (przy średniej krajowej 200 dni). Lato jest na tym terenie krótsze, a zima dłuższa. Średnia temperatura wynosi 6–7 stopni C i jest o 1–2 stopnie niższa niż na terenach sąsiednich. Zdarzają się inwersje temperatur. Wiatry wieją głównie z zachodu, południa i południowego zachodu, przede wszystkim w grudniu, styczniu i lutym, a latem w lipcu. Notuje się podwyższone opady, sięgające – jak np. w Nowej Słupi – średnio rocznie 870 mm, przy średniej krajowej wynoszącej 600 mm. Najbardziej deszczowym miesiącem jest lipiec. Pokrywa śnieżna utrzymuje się przez 130–140 dni.

### Szata roślinna
Powiat Kielecki wyróżnia się dużą lesistością i bogactwem zbiorowisk roślinnych. Na szczególną uwagę zasługują m.in. zespół jarzębiny świętokrzyskiej porastający gołoborza w Górach Świętokrzyskich oraz wyżynny jodłowy bór mieszany. Wiele gatunków flory ma charakter górski i wysokogórski. Gmina Zagnańsk zajmuje tereny wchodzące w skład pradawnej Puszczy Świętokrzyskiej. Żyzna buczyna sudecka występuje w gminie Bodzentyn, a świetlista dąbrowa w okolicy Chęcin. Występują tu również liczne zbiorowiska bezleśnych płatów lessowych i wydm piaszczystych.

### Świat zwierząt
Na terenie powiatu można spotkać kilka tysięcy przedstawicieli bezkręgowców, w tym m.in. tak interesujących, jak ślimak winniczek, pijawka lekarska, rak rzeczny, pająk tygrzyk paskowany, modliszka, paź królowej, paź żeglarz, kozioróg dębosz, jelonek rogacz, nadobnica alpejska, trzmiel tajgowy. Znajdujące się w pobliżu Kielc stanowisko mrówki z gatunku wścieklica Vandeliego należy do dwóch największych w Europie.
W wodach żyje kilkadziesiąt gatunków ryb słodkowodnych, a wśród nich szczupak, węgorz, sum, pstrąg i strzebla potokowa. Odnotowano obecność większości gatunków polskich płazów, w tym m.in. ropuchy paskówki, rzekotki drzewnej, traszki górskiej i kumaka górskiego. Z gadów najczęściej spotkać można żmiję, zaskrońca i jaszczurki – zwinkę, żyworodną oraz padalca. Stwierdzono stanowiska żółwia błotnego.
Spośród kręgowców najliczniejsze są ptaki, w tym gatunki, które objęte są w Polsce specjalnym statusem ochronnym: bocian czarny, cietrzew, kania ruda, orlik krzykliwy i bielik. Odnotowano także lęgi tak rzadkich ptaków jak puszczyk uralski, kobczyk, puchacz, kraska, czapla siwa, żuraw. Podczas przelotów zaobserwowano m.in. orła przedniego, sępa płowego, raroga, sokoła wędrownego, ślepowrona.
W powiecie występuje większość gatunków polskich ssaków, w tym łoś, jeleń i daniel. Reintrodukowano (przywrócono) bobra, który rozmnożył się i zajął liczne tereny.
W gminie Mniów zachowały się pochodzące z triasu tropy dinozaurów.

### Obszary chronione
- Świętokrzyski Park Narodowy
- Parki krajobrazowe
  - Cisowsko-Orłowiński
  - Chęcińsko-Kielecki
  - Suchedniowsko-Oblęgorski
  - Sieradowicki
  - Jeleniowski

- Rezerwaty przyrody
  - Jaskinia Raj
  - Barania Góra
  - Barcza
  - Białe Ługi
  - Chelosiowa Jama
  - Cisów
  - Góra Dobrzeszowska
  - Góra Jeleniowska
  - Góra Miedzianka
  - Góra Rzepka
  - Góra Sieradowska
  - Góra Zelejowa
  - Góra Żakowa
  - Góra Krasna
  - Kamień Michniowski
  - Kręgi Kamienne
  - Milechowy
  - Moczydło
  - Perzowa Góra
  - Radomice
  - Słopiec
  - Sufraganiec
  - Wąwóz w Skałach
  - Wolica
  - Wykus
  - Zamczysko

## Gospodarka[12]
Powiat kielecki ma charakter rolniczy. Przemysł rozwinięty jest jedynie w gminie Nowiny, która z powodu licznych zakładów zlokalizowanych na jej terenie, zaliczana jest do najbogatszych w kraju.
Rozwój ośmiu gmin sąsiadujących z Kielcami, do których należą Chęciny, Daleszyce, Górno, Masłów, Miedziana Góra, Morawica, Piekoszów i Nowiny, jest powiązany ściśle z potencjałem i kondycją stolicy województwa.
W powiecie działa ok. 30 tys. indywidualnych gospodarstw rolnych, w których pracuje ponad 60 proc. ogółu osób zatrudnionych w powiecie. W większości mają one charakter małych gospodarstw rodzinnych, o średniej powierzchni nie przekraczającej 5 ha. Największe rozdrobnienie odnotowuje się w gminach Miedziana Góra i Zagnańsk, gdzie gospodarstwa mają najczęściej poniżej 3 ha powierzchni. Rolnictwo charakteryzuje się niskimi plonami, co spowodowane jest głównie niską jakością gleb i wysokim stopniem ich zakwaszenia.
Przemysł, mający ogólnie niewielkie znaczenie, koncentruje się na kopalinach mineralnych, służących do produkcji materiałów budowlanych i drogowych. W strefie tzw. Białego Zagłębia prowadzą działalność m.in. Cementownia Nowiny i Zakłady Przemysłu Wapienniczego „Trzuskawica” (gm. Nowiny), Nordkalk Miedzianka (gm. Piekoszów), Kopalnia Wapienia „Morawica” oraz Kieleckie Kopalnie Kwarcytów w Wiśniówce (gm. Masłów).

## Transport
Przez teren powiatu biegną cztery drogi krajowe o łącznej długości ok. 150 km: droga krajowa nr 7 (Gdańsk – Warszawa – Kraków – Chyżne), nr 73 (Wiśniówka – Kielce – Tarnów), nr 74 (Sulejów – Kielce – Kraśnik) i nr 78 (Chałupki – Rybnik – Gliwice – Zabrze – Zawiercie – Chmielnik) oraz drogi ekspresowe: S7 (na terenie całego województwa jest już drogą o klasie S) i S74 (Kielce – Cedzyna)
Kolej na terenie powiatu korzysta z trzech tras: z Warszawy do Krakowa (lk8), z Kielc do Częstochowy (lk61) i z Kielc do Połańca (m.in. lk73 i lk70). Gminę Chmielnik przecina ponadto szerokotorowa Linia Hutniczo-Siarkowa, ze Sławkowa na Ukrainę.
W Masłowie znajduje się cywilne lotnisko sportowe „Kielce”. Natomiast w Obicach (gm. Morawica) planowany był Regionalny Port Lotniczy „Kielce”.

## Życie społeczne[12]
Najwięcej mieszkańców mają gminy Piekoszów, Daleszyce i Chęciny, a najmniej Pierzchnica, Raków i Nowiny. Największa gęstość zaludnienia występuje w gminach Nowiny i Piekoszów, gdzie wynosi 152 osoby i 151 osób na 1 km², zaś najmniejsza w gminie Raków i wynosi 30 osób na 1 km². Tylko 6,7%. ludności powiatu zamieszkuje w miastach. W całym województwie świętokrzyskim jedynie w powiecie kieleckim przyrost naturalny jest dodatni.
Osoby chore korzystają z opieki w dwóch szpitalach. Działają trzy muzea i ponad 50 placówek bibliotecznych.

## Turystyka i rekreacja[12]
Miejscowościami najważniejszymi dla rozwoju turystyki nie tylko w powiecie, ale w całym województwie świętokrzyskim są Nowa Słupia, która od wieków ściśle związana jest ze Świętym Krzyżem oraz położona u podnóża Łysicy Święta Katarzyna (gm. Bodzentyn). Również ważne dla regionu są Chęciny.
Na terenie powiatu wytyczono kilkaset kilometrów znakowanych szlaków pieszych i ponad 200 kilometrów tras rowerowych oraz szlak konny.
Zimą w Bodzentynie, Krajnie (gm. Górno), Niestachowie (gm. Daleszyce) i Tumlinie (gm. Miedziana Góra) działają sztucznie dośnieżane i oświetlone trasy narciarskie.
W Miedzianej Górze znajduje się tor wyścigów samochodowych i motocyklowych, jedyny w kraju o charakterystyce górskiej.
Siedem gmin powiatu (Bodzentyn, Bieliny, Górno, Łagów, Masłów, Nowa Słupia i Zagnańsk) oraz gminy Łączna, Suchedniów i Waśniów, a także Świętokrzyski Park Narodowy, utworzyły Związek Gmin Gór Świętokrzyskich, którego celem jest ochrona najcenniejszych terenów oraz udostępnienie ich turystom.
Coraz większą popularnością cieszy się agroturystyka, oferowana przez gospodarstwa w każdej gminie powiatu. Wieś Śladków Mały (gm. Chmielnik) została doposażona przez Unię Europejską w ramach programu pomocowego PHARE – TOURIN II i uznany za wzorcową wioskę agroturystyczną. Działa tu ponad 20 gospodarstw. W powiecie jest ich łącznie ok. 200, najwięcej w gminach Bodzentyn, Nowa Słupia, Chmielnik i Daleszyce.
W powiecie organizowane są również imprezy kulturalne, do których należą między innymi: „Dymarek Świętokrzyskich” (gm. Nowa Słupia), Jarmark Świętokrzyski na Świętym Krzyżu, Dzień Świętokrzyskiej Truskawki w Bielinach, Dzień Kultury Żydowskiej w Chmielniku, „Chałupkowe Garncynki” (gm. Morawica) oraz impreza „W Dzień Świętej Tekli Ziemniaki Będziem Piekli” (gm. Raków).

## Starostowie kieleccy
- Zbigniew Banaśkiewicz (2002–2006)
- Zenon Janus (2006–2010)
- Zdzisław Wrzałka (2010–2014)
- Michał Godowski (2014–2018)
- Mirosław Gębski (2018–2024)
- Tomasz Pleban (2024–)

## Sąsiednie powiaty
- miasto Kielce
- powiat konecki
- powiat skarżyski
- powiat starachowicki
- powiat ostrowiecki
- powiat opatowski
- powiat staszowski
- powiat buski
- powiat pińczowski
- powiat jędrzejowski
- powiat włoszczowski